# Snooze
|  | Denne artikel er oprettet af botten PalnaBot ud fra en ekstern database. Den kan derfor have sproglige fejl eller mangler. Denne skabelon kan fjernes efter kontrol af indholdet. |

Snooze er en kortfilm fra 2008 instrueret af Behrouz Bigdeli efter manuskript af Behrouz Bigdeli, Tommy Oksen, Simon Noto.

## Handling
En tilfældig morgen deler tre forskellige mennesker, gennem deres ubeslutsomhed, den samme skæbne; en ung bagerjomfru går glip af kærligheden, en ældre herre forpasser muligheden for at forsone sig med sin søn og en ung mand, fastlåst i sit job, udskyder sine drømme.